# Abdelmajid Oulmers
Abdelmajid Oulmers, dit Majid Oulmers, est un footballeur international marocain (1 sélection - 1 but) né le 12 septembre 1978 à Sidi Bouali (Maroc). Ce milieu de terrain mesure 1,73 m pour 65 kg.
Son nom est associé à une affaire juridique opposant son club de l'époque (Sporting de Charleroi) à la FIFA, relative aux compensations financières en cas de blessure d'un joueur lors des rencontres en sélection nationale. Cette affaire faisait suite à sa blessure lors d'un match amical de l'équipe nationale du Maroc le 17 novembre 2004 face au Burkina Faso et qui l'avait écarté des terrains pendant une durée de huit mois. 
Oulmers a joué pour l'équipe nationale du Maroc aux Jeux Olympiques de 2000.

## Carrière

### En club
- 1999-déc. 2002 :  RC Lens (CFA)
  - 2000-2002 :  ES Wasquehal (prêt)
- jan. 2003-2003 :  Amiens SC
- 2003-2010 :  Sporting de Charleroi
- Jan. 2011-2011 :  Panthrakikos FC
- jan. 2012-2012 :  Belgique Racing Charleroi Couillet Fleurus

## Statistiques
| Matches internationaux d'Abdelmajid Oulmers | Matches internationaux d'Abdelmajid Oulmers | Matches internationaux d'Abdelmajid Oulmers    | Matches internationaux d'Abdelmajid Oulmers | Matches internationaux d'Abdelmajid Oulmers | Matches internationaux d'Abdelmajid Oulmers | Matches internationaux d'Abdelmajid Oulmers | Matches internationaux d'Abdelmajid Oulmers |
| 0                                           | Date                                        | Lieu                                           | Adversaire                                  | Score                                       | Résultats                                   | Compétitions                                |                                             |
| ------------------------------------------- | ------------------------------------------- | ---------------------------------------------- | ------------------------------------------- | ------------------------------------------- | ------------------------------------------- | ------------------------------------------- | ------------------------------------------- |
| 1                                           | 17 novembre 2004                            | Complexe sportif Moulay-Abdallah, Rabat, Maroc | Burkina Faso                                | 1-0                                         | 4-0                                         | Match amical                                |                                             |